# Sam Mostyn
Samantha Joy Mostyn, AC (Canberra, 13 de setembro de 1965) é uma empresária e advogada australiana e atual governadora-geral da Austrália desde 1 de julho de 2024.
Mostyn tem sido uma defensora declarada das mudanças climáticas e da igualdade de gênero; ela foi a primeira mulher comissária da Australian Football League e foi presidente da Chief Executive Women de 2021 a 2022. Ela foi membro do conselho de várias empresas e organizações, incluindo Mirvac, Transurban, GO Foundation, Climate Council, Virgin Australia e Sydney Swans. A Medalha Mostyn, para o "melhor e mais justo" jogador da AFLW no Sydney Swans, leva seu nome.